# 山崎和彦
山﨑 和彦（やまざきかずひこ、1955年 - ）は、日本の研究者・編集者・教育者・デザイナー。千葉工業大学教授、武蔵野美術大学教授を歴任。
学位は博士（芸術工学）（神戸芸術工科大学・2002年）。神奈川県平塚市生まれ。

## 来歴
神奈川県立平塚江南高等学校卒業（1974年）。東京理科大学理学部応用数学科中途退学（1975年）。京都工芸繊維大学工芸学部意匠工芸科卒業（1979年）。
神戸芸術工科大学大学院芸術工学研究科博士課程単位取得満期退学（2001年）。神戸芸術工科大学大学院芸術工学研究科より博士（芸術工学）の学位を取得（2002年）。東京大学大学院新領域創成科学研究科博士後期課程単位取得満期退学（2006年）。
クリナップデザイン室（1979年4月～1983年11月）。日本アイ・ビー・エムデザイン室（1983年12月～2004年3月）。
筑波大学 感性評価構造モデル構築特別プロジェクト客員研究員（1999年4月～2001年3月）。米国IBM社 Academy of Technologyのメンバー（1999年10月～2007年3月）。京都工芸繊維大学 工芸学部非常勤講師（2002年～2007年）。
日本アイ・ビー・エム（株）ユーザーエクスペリエンス・デザインセンター，担当マネージャー（2004年～2007年）。
日本アイ・ビー・エム（株）Distinguished Engineer （技術理事）（2004年～2007年3月）。
玉川大学 工学部非常勤講師（2005年4月～2007年3月）。京都工芸繊維大学 大学院非常勤講師（2006年4月～2016年3月）。
日本アイ・ビー・エム（株）顧問（2007年4月～2008年3月）。Content Evolution LLC Adviser（2007年～）。
千葉工業大学 工学部デザイン科学科教授（2007年4月～2016年3月 ）。Smile Experience Design Studio代表（2015年～）。
千葉工業大学 先進工学部知能メディア学科教授（2016年4月～2019年3月 ）。Plantio（株）CDO（2016年～)。
Xデザイン研究所（株）共同創業者/CDO（2017年12月～）。千葉工業大学 先進工学部非常勤講師（2019年4月～2020年3月 ）。
武蔵野美術大学 造形構想学部教授（2019年4月～）。国立研究開発法人 海上・港湾・航空技術研究所  電子航法研究所 客員研究員（2020年4月-2021年3月）。東京女子大学  現代教養学部非常勤講師（2020年4～)。

## 社会活動
- 公立はこだて未来大学 開学準備委員会計画策定専門委員会委員（1998年7月～2000年3月）
- 一般社団法人日本人間工学会 アーゴデザイン部会幹事（2001年4月～)
- 電子情報技術産業協会 ヒューマンインタフェース委員会副委員長（2002年4月～2003年3月）
- 日本デザイン学会　理事（2004年4月～2006年3月）
- NPO法人人間中心設計推進機構　副理事長（2005年1月～2018年5月)
- 公益社団法人日本インダストリアルデザイナー協会 理事（2006年4月～2015年3月）
- 財団法人国際メディア財団　評議員(2006年4月～2011年3月)
- 日本デザイン学会 評議員（2006年4月～2009年3月）
- 内閣府 電子政府ガイドライン作成検討会ユーザビリティ分科会委員（2008年9月～2009年）
- 日本デザイン学会 理事（2009年4月～2013年3月）
- 経産省 デザイン思考活用促進検討委員会座長（2013年4月～2013年9月）
- 日本デザイン学会　評議員（2013年4月～）
- 経産省 国際競争力強化のためデザイン思考を活用した経営実態調査座長（2013年10月～2014年3月）
- 文科省 大学設置学校法人審議会情報専門委員会委員(2015年12月～2017年9月)
- 日本感性工学会 評議員（2015年12月～2017年）
- NPO法人人間中心設計推進機構 評議員（2018年5月～)
- 経産省 高度デザイン人材育成研究会委員（2018年～2019年）
- 厚生労働省 デザイン人材育成事業検討委員会委員（2020年～2021年）

## 著書
- 「IBM Design from Japan 」山﨑和彦、アムズ出版　2002
- 「ユニバーサルデザイン実践ガイドライン」共著、共立出版 2003
- 「使いやすさのためのデザイン―ユーザーセンタード・デザイン」山崎和彦，松田美奈子，吉武良治、丸善出版 2004
- 「デザインセクションに見る創造的マネージメントの要諦」共著、海文堂出版 2005
- 「プロダクトデザイン-商品開発に関わるすべての人へ」共著、Works出版 2009
- 「情報デザインの教室　仕事を変える、社会を変える、これからのデザインアプローチと手法」共著、丸善 2010
- 「エクスペリエンス・ビジョン: ユーザーを見つめてうれしい体験を企画するビジョン提案型デザイン手法」共著、丸善 2012
- 「人間中心設計の海外事例 HCDライブラリー第2巻」共著、近代科学社 2013年8月
- 「人間中心設計の国内事例 HCDライブラリー第3巻」共著、近代科学社 2014年7月
- 「プロダクトデザインの基礎 スマートな生活を実現する71の知識」共著、Works出版 2014年12月
- 「情報デザインのワークショップ」共著、丸善 2014
- 「人間中心設計入門 HCDライブラリー 第0巻」山崎 和彦, 松原 幸行, 竹内 公啓、近代科学社 2016
- 「IBMの思考とデザイン」山崎 和彦, 工藤 晶, 柴田 英喜、丸善　2016
- 「初めて学ぶ人間工学」共著、理工図書 2016
- 「情報デザイン (放送大学教材)」共著、放送大学教育振興会 2021年9月